# Azteca schimperi
Azteca schimperi är en myrart som beskrevs av Carlo Emery 1893. Azteca schimperi ingår i släktet Azteca och familjen myror. Inga underarter finns listade.

## Bildgalleri

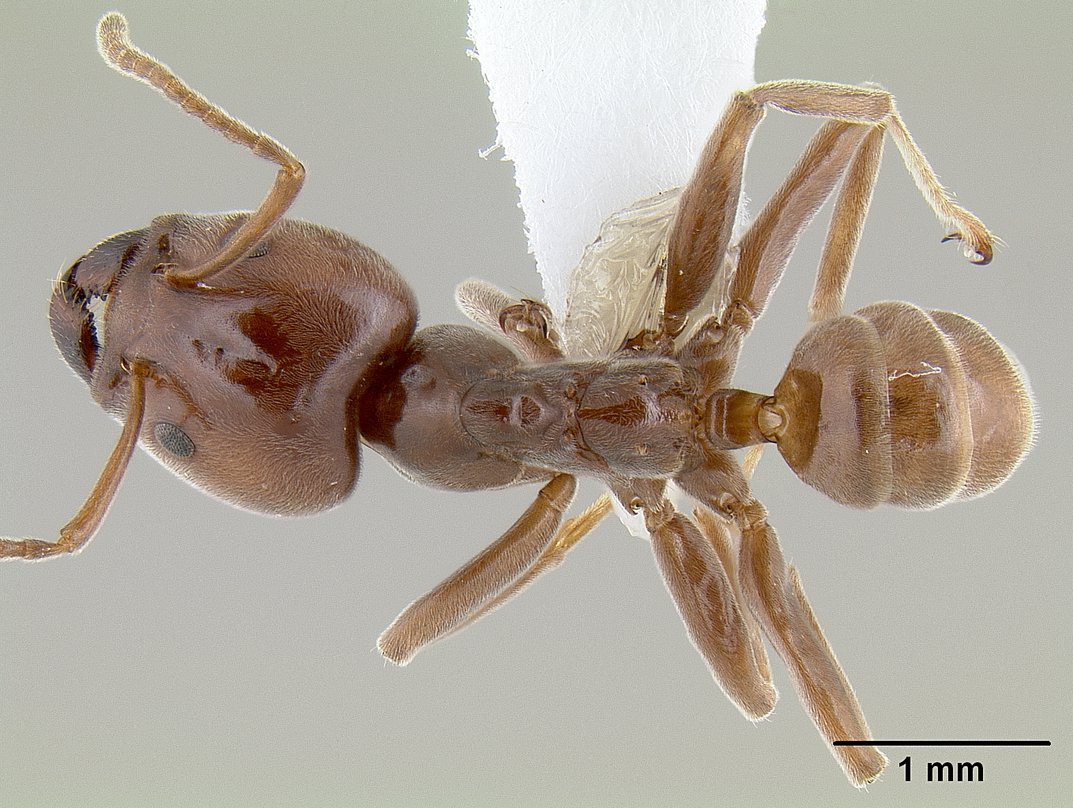
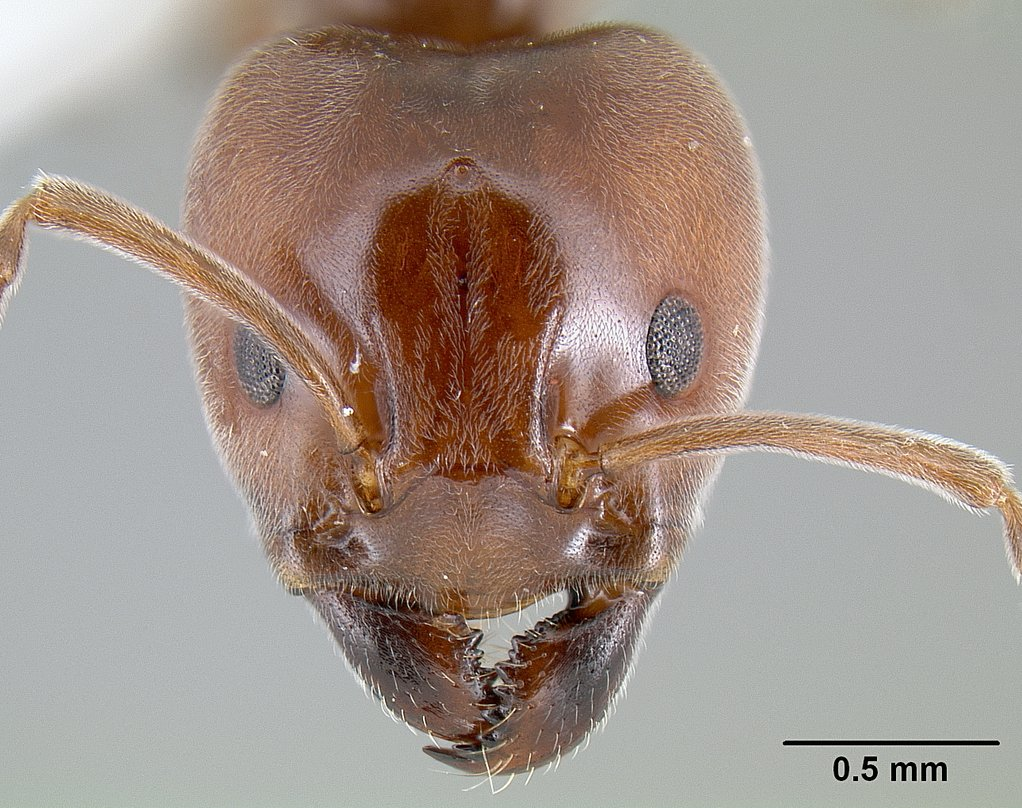
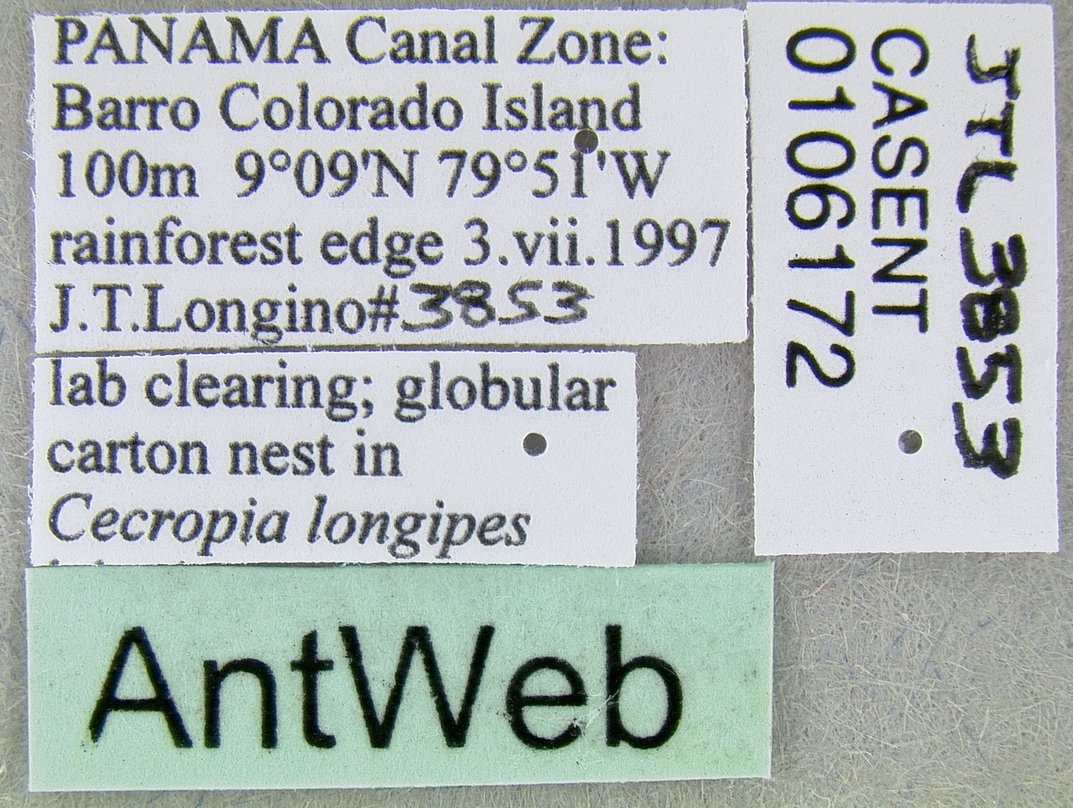
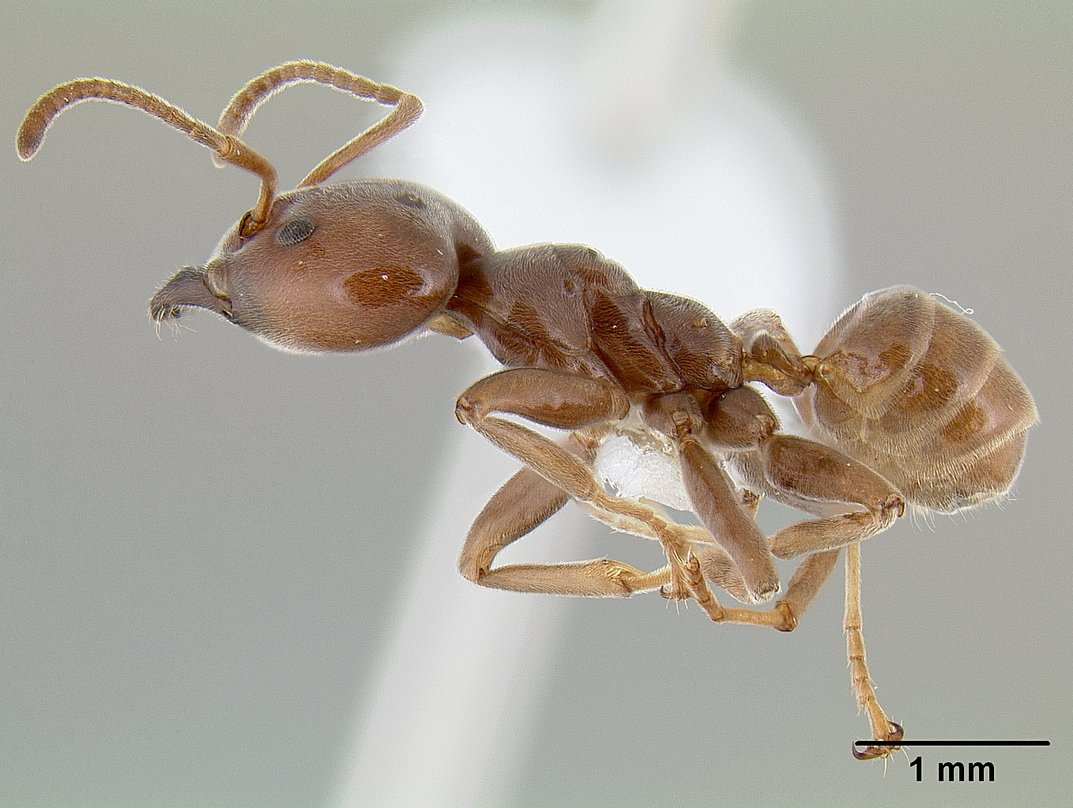